# Малый Ямсовей
Малый Ямсовей — река в России, протекает по территории Пуровского района Ямало-Ненецком автономном округе. Устье реки находится в 93 км по левому берегу реки Ямсовей. Длина реки — 121 км, площадь водосборного бассейна — 750 км².
Высота устья — 33,1 м над уровнем моря.

## Притоки
- 2 км: Нидсяяха (лв)
- 9 км: Тойяха (лв)
- 25 км: Нюдяяха (лв)
- 36 км: Хайбедияха (лв)
- Тумбияха (пр)
- 63 км: Нгарка-Тояньяха (лв)
- 73 км: Хойяха (лв)
- 87 км: Харвояха (лв)

## Данные водного реестра
По данным государственного водного реестра России относится к Нижнеобскому бассейновому округу, водохозяйственный участок реки — Пур. Речной бассейн реки — Пур.
Код объекта в государственном водном реестре — 15040000112115300059958.